# Ollern
Ollern ist eine Ortschaft und Katastralgemeinde in der Marktgemeinde Sieghartskirchen im Bezirk Tulln in Niederösterreich. Die Ortschaft hat 522 Einwohner (Stand 1. Jänner 2024). Bis Ende 1971 war Ollern eine eigenständige Gemeinde.

## Geografie
Das Straßendorf mit einem Dreieckanger befindet sich auf halber Höhe zwischen dem Tullnerfeld und dem Riederberg südöstlich der Stadt Tulln an der Donau. Am 1. April 2020 umfasste die Ortschaft 268 Adressen.
In der Katastralgemeinde Ollern liegt zudem die Ortschaft Riederberg, die sich bis in das Gemeindegebiet von Tullnerbach erstreckt. Zur Ortschaft Riederberg zählen weiters die Ortsteile Waldheim und Weideck.

## Geschichte
Urkundlich schenkte Kaiser Konrad II. 1033 den Hof Alarun, der meist mit Ollern identifiziert wird, den Bischöfen von Freising. 1803 wurde die Herrschaft Hollenburg-Ollern aufgelöst, dadurch entstand von 1803 bis 1811 eine staatliche Cameralherrschaft durch den Bankier Geymüller. 1809 wurde der Ort durch die Franzosen zerstört.
Laut Adressbuch von Österreich waren im Jahr 1938 in der Ortsgemeinde Ollern ein Bäcker, zwei Fleischer, drei Gastwirte, zwei Gemischtwarenhändler, ein Kaffeehaus, ein Landesproduktehändler, eine Milchgenossenschaft, ein Sattler, zwei Schmiede, vier Schuster, zwei Wagner und mehrere Landwirte ansässig.
Mit 1. Jänner 1972 wurden im Zuge der Niederösterreichischen Kommunalstrukturverbesserung die bis dahin selbständigen Gemeinden Abstetten, Kogl, Ollern, Rappoltenkirchen, Ried am Riederberg und Röhrenbach in die Marktgemeinde Sieghartskirchen eingemeindet.

## Öffentliche Einrichtungen
In Ollern befindet sich ein Kindergarten.

## Kultur und Sehenswürdigkeiten

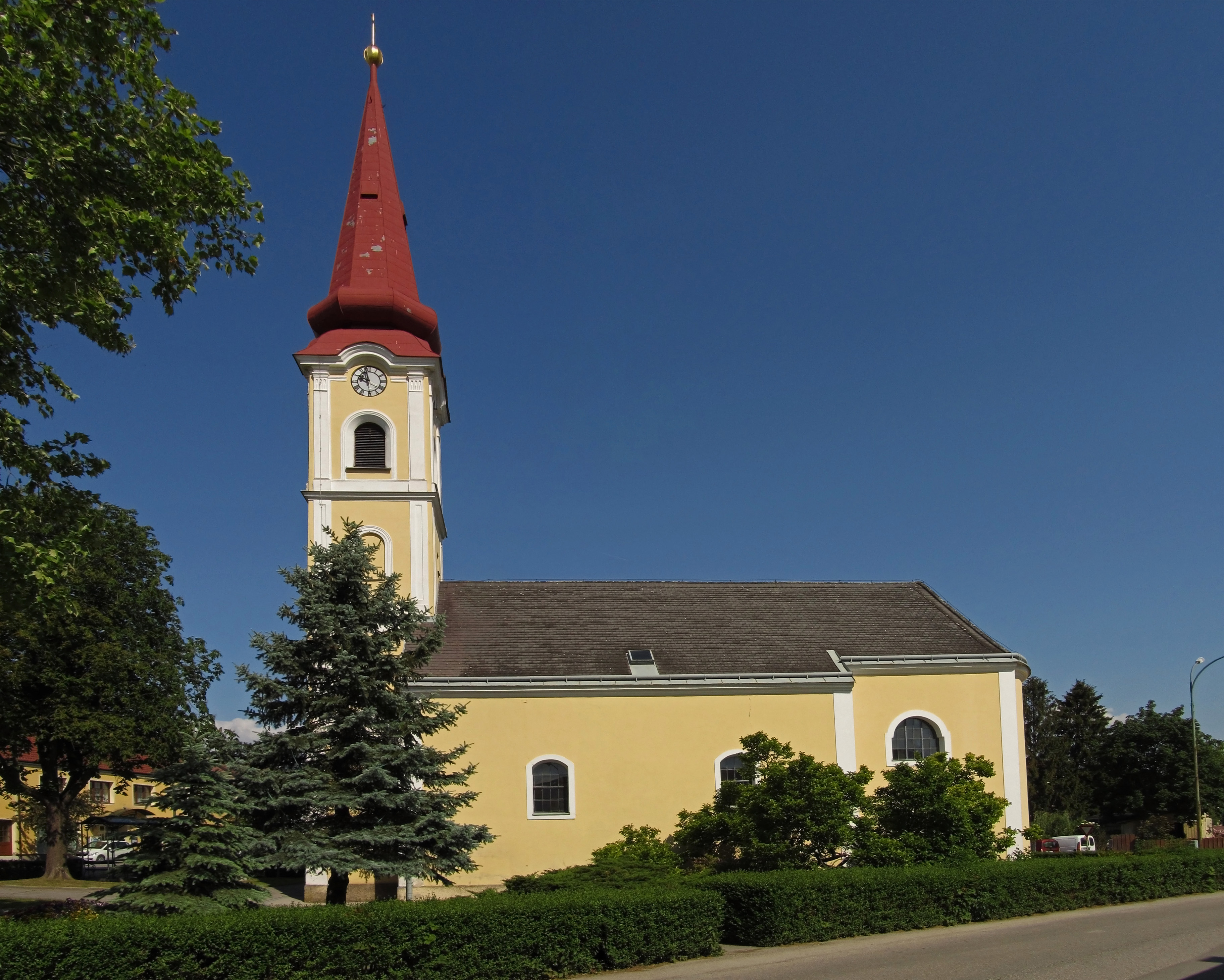
Pfarrkirche Ollern

- Katholische Pfarrkirche Ollern hl. Rochus
- Pfarrhof
- Friedhof mit Friedhofskapelle
- Pestsäule in der Feldgasse
- Bildstock in der Hakenstraße
- Kriegerdenkmal auf dem Hauptplatz
- Kapellenbildstock an der nördlichen Ortseinfahrt